# Yuri Valentinovich Nesterenko
Yuri Valentinovich Nesterenko (em russo:  Ю́рий Валенти́нович Нестере́нко; Carcóvia, Ucrânia, 5 de dezembro de 1946) é um matemático ucraniano.
Especialista nas teorias da independência algébrica e números transcendentais.
Em 1997 foi laureado com o Prêmio Ostrowski, por sua prova que os números π e eπ são algebricamente independentes. De fato, Nesterenko provou os resultados mais fortes:
- os números π, eπ e Γ(1/4) são algébricamente independentes sobre Q
- os números π, {\displaystyle e^{\pi {\sqrt {3}}}} e Γ(1/3) são algébricamente independentes sobre Q
- para todo inteiro positivo n, os números π e {\displaystyle e^{\pi {\sqrt {n}}}} são algébricamente independentes sobre Q.

Nesterenko é professor da Universidade Estatal de Moscou.

## Publicações
- Nesterenko, Y. (1996). «Modular Functions and Transcendence Problems». Comptes Rendus de l'Académie des Sciences. Série I. Mathématique. 322 (10): 909–914